# InterClassics

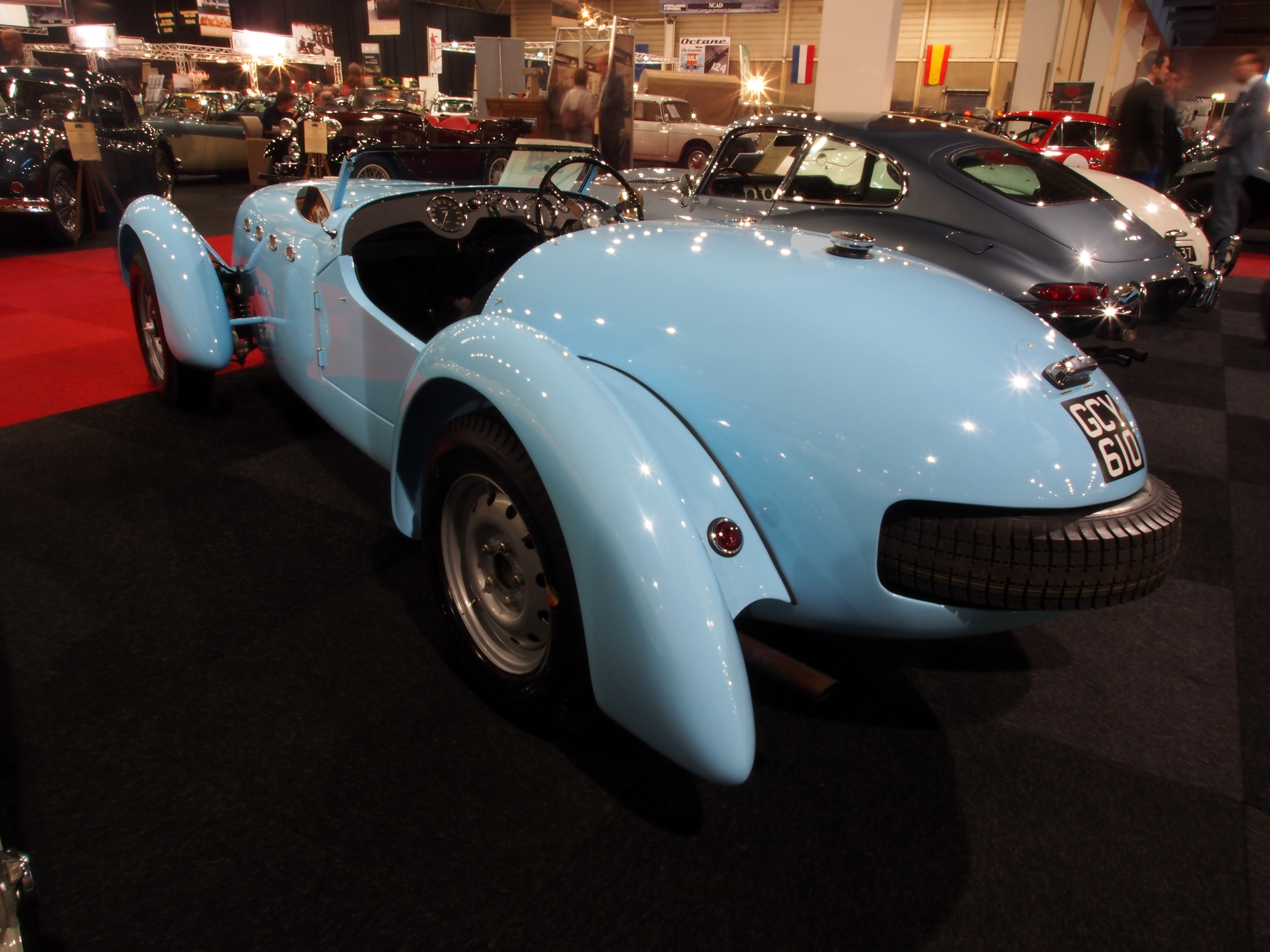
Healey Silverstone uit 1951 op de beurs van 2013

InterClassics  is een autosalon die jaarlijks wordt gehouden in het beurscentrum MECC in de Nederlandse stad Maastricht. Het is de eerste klassieke autobeurs van het seizoen en vindt meestal plaats in het tweede of derde weekend van januari. InterClassics is de grootste beurs op haar gebied binnen de Benelux met ruim 300 exposanten en meer dan 25.000 bezoekers. Sinds 2015 vindt de beurs ook plaats in november in Brussel.

## Ontstaansgeschiedenis
De eerste InterClassicsbeurs werd gehouden in 1994. InterClassics was vanaf het begin een beurs voor klassieke oldtimers met enkele honderden exposanten van bijzondere klassieke automobielen en motoren. Er blijven op de beurs zeldzame klassieke auto's te bewonderen van merken als Bugatti, Ferrari, MG en Lotus. Er wordt een veiling gehouden door het Londense veilinghuis Coys, men kan er nieuwe of gebruikte auto-onderdelen kopen en er zijn diverse demonstraties te zien. Ook zijn er een clubs te vinden van liefhebbers van merken als Fiat, Opel, BMW, Citroën, Volkswagen en Peugeot.
Op het later toegevoegde beursonderdeel TopMobiel draait het om exclusieve automobielen en de met dit type auto's geassocieerde lifestyle. De stands op dit beursonderdeel zijn luxer ingericht; elke auto krijgt hier individuele aandacht. Naast auto's worden hier producten als horloges, wijnen, golfaccessoires en luxe jachten te koop aangeboden en worden er demonstraties en modeshows gegeven. De catering is vooral gericht op exclusieve gerechten en regionale specialiteiten.

## Uitbreiding en tweede evenement
Omdat de beurs te groot is geworden voor de 30.000 m² die het MECC beschikbaar heeft, wordt op het terrein een extra paviljoen gebouwd. Voor geïnteresseerde beursdeelnemers bestaat een wachtlijst. Sinds 2015 vindt naast de Maastrichtse beurs ook een door ICTM en MECC georganiseerde beurs plaats in Brussels Expo in Brussel: InterClassics Brussels.